# Leon Berbecki
Leon Berbecki (25. července 1875–13. března 1963) byl polský generál.
Za první světové války vstoupil do Polských legií. Po získání nezávislosti Polska vstoupil do Polské armády. Za rusko-polské války velel 3. pěší divizi legií. V roce 1923 byl povýšen na divizního generála. Za druhé světové války byl držen v německém zajetí.